# Curling-Weltmeisterschaft der Damen 1984
Die Curling-Weltmeisterschaft der Damen 1984 (offiziell: World Women’s Curling Championship 1984) war die 6. Austragung der Welttitelkämpfe im Curling der Damen. Das Turnier fand vom 25. bis 30. März des Jahres in der schottischen Stadt Perth in der Perth Ice Arena statt.
Kanada schlug Titelverteidiger Schweiz und konnte den zweiten WM-Titel nach 1980 feiern.
Gespielt wurde ein Rundenturnier (Round Robin), was bedeutet, dass Jeder gegen jeden antritt.

## Teilnehmende Nationen
| BR Deutschland                                                                                                  | Dänemark | Frankreich | Italien | Kanada |
| --- | --- | --- | --- | --- |
| EV Oberstdorf, Oberstdorf Skip: Almut Hege Third: Josefine Einsle Second: Suzanne Koch Lead: Petra Tschetsch    | Hvidovre CC, Hvidovre Skip: Jane Bidstrup Third: Iben Larsen Second: Marj-Brit Rejnholdt-Christiensen Lead: Kirsten Hur | Mont d’Arbois CC, Megève Fourth: Huguette Julien Third: Agnes Mercier Second: Andrée Dupont-Roc Skip: Paulette Sulpice        | Cortina CC, Cortina d’Ampezzo Skip: Maria-Grazzia Constantini Third: Tea Valt Second: Nella Alvera Lead: Angela Constantini | Fort Rouge CC, Winnipeg Skip: Connie Laliberte Third: Chris More Second: Corinne Peters Lead: Janet Arnott   |
| Norwegen | Schottland | Schweden | Schweiz | Vereinigte Staaten                                                                                           |
| Asker CC, Oslo Skip: Ellen Githmark Third: Ingvill Githmark Second: Heidi Throndsen Lead: Anka Sunde Andreassen | Ayr CC, Ayr Skip: Sadie Anderson Third: Annie Kennedy Second: Martha McFadzean Lead: Jessie Brown                       | Stocksunds CK, Stockholm Skip: Ingrid Thidevall-Meldahl Third: Ann-Catrin Kjerr Second: Astrid Blomberg Lead: Sylvia Malmberg | Wetzikon CC, Wetzikon Skip: Brigitte Kienast Third: Irene Bürgi Second: Erika Frewein Lead: Evi Rüegsegger                  | Duluth CC, Duluth Skip: Amy Hatten Third: Terry Ann Leksell Second: Karen Lee Leksell Lead: Kelly Joy Sieger |

## Tabelle der Round Robin
| Schlüssel | Schlüssel                      |
| --------- | ------------------------------ |
|           | Qualifiziert für die Play-offs |
|           | Tie-Breaker                    |

| Platz | Team               | Spiele | Siege | Ndlg. |
| ----- | ------------------ | ------ | ----- | ----- |
| 1.    | Kanada             | 9      | 8     | 1     |
| 2.    | BR Deutschland     | 9      | 6     | 3     |
| 3.    | Schweiz            | 9      | 5     | 4     |
| 4.    | Norwegen           | 9      | 5     | 4     |
| 5.    | Dänemark           | 9      | 5     | 4     |
| 6.    | Schottland         | 9      | 5     | 4     |
| 7.    | Frankreich         | 9      | 5     | 4     |
| 8.    | Schweden           | 9      | 5     | 4     |
| 9.    | Vereinigte Staaten | 9      | 1     | 8     |
| 10.   | Italien            | 9      | 0     | 9     |

## Ergebnisse der Round Robin

### Runde 1
| Begegnung                     | Resultat |
| ----------------------------- | -------- |
| Schottland – Frankreich       | 11:5     |
| Vereinigte Staaten – Schweden | 4:8      |
| Norwegen – Italien            | 9:2      |
| Schweiz – Kanada              | 3:5      |
| BR Deutschland – Dänemark     | 8:2      |

### Runde 2
| Begegnung                           | Resultat |
| ----------------------------------- | -------- |
| BR Deutschland – Vereinigte Staaten | 6:5      |
| Italien – Dänemark                  | 4:9      |
| Schottland – Schweiz                | 7:5      |
| Norwegen – Frankreich               | 3:5      |
| Schweden – Kanada                   | 6:11     |

### Runde 3
| Begegnung                     | Resultat |
| ----------------------------- | -------- |
| Kanada – Dänemark             | 8:2      |
| Frankreich – Schweiz          | 6:4      |
| Schweden – BR Deutschland     | 7:6      |
| Italien – Schottland          | 1:7      |
| Norwegen – Vereinigte Staaten | 6:5      |

### Runde 4
| Begegnung                     | Resultat |
| ----------------------------- | -------- |
| Frankreich – Schweden         | 6:7      |
| Norwegen – Schottland         | 7:6      |
| Vereinigte Staaten – Dänemark | 4:9      |
| Kanada – BR Deutschland       | 3:4      |
| Schweiz – Italien             | 6:5      |

### Runde 5
| Begegnung                    | Resultat |
| ---------------------------- | -------- |
| Norwegen – BR Deutschland    | 7:8      |
| Schweden – Italien           | 8:3      |
| Frankreich – Kanada          | 4:7      |
| Vereinigte Staaten – Schweiz | 3:6      |
| Dänemark – Schottland        | 4:7      |

### Runde 6
| Begegnung                    | Resultat |
| ---------------------------- | -------- |
| Dänemark – Schweiz           | 7:10     |
| Schottland – Kanada          | 4:7      |
| Italien – Vereinigte Staaten | 3:7      |
| Schweden – Norwegen          | 4:7      |
| Frankreich – BR Deutschland  | 7:3      |

### Runde 7
| Begegnung                       | Resultat |
| ------------------------------- | -------- |
| Vereinigte Staaten – Schottland | 2:8      |
| Dänemark – Frankreich           | 8:3      |
| Schweiz – Schweden              | 8:3      |
| BR Deutschland – Italien        | 7:2      |
| Kanada – Norwegen               | 6:5      |

### Runde 8
| Begegnung                       | Resultat |
| ------------------------------- | -------- |
| Italien – Kanada                | 2:11     |
| Schweiz – BR Deutschland        | 6:4      |
| Dänemark – Norwegen             | 8:5      |
| Frankreich – Vereinigte Staaten | 8:2      |
| Schottland – Schweden           | 5:12     |

### Runde 9
| Begegnung                   | Resultat |
| --------------------------- | -------- |
| Schweiz – Norwegen          | 4:11     |
| Kanada – Vereinigte Staaten | 7:6      |
| BR Deutschland – Schottland | 6:5      |
| Dänemark – Schweden         | 8:7      |
| Italien – Frankreich        | 3:11     |

## Tie-Breaker

### Runde 1
| Begegnung             | Resultat |
| --------------------- | -------- |
| Frankreich – Norwegen | 5:6      |
| Schweiz – Schweden    | 6:4      |

### Runde 2
| Begegnung            | Resultat |
| -------------------- | -------- |
| Dänemark – Norwegen  | 4:9      |
| Schweiz – Schottland | 6:4      |

## Play-off

### Turnierbaum
|  | Halbfinale | Halbfinale     | Halbfinale |  |  | Finale | Finale  | Finale |
|  |            |                |            |  |  |        |         |        |
|  |            |                |            |  |  |        |         |        |
|  | 1          | Kanada         | 8          |  |  |        |         |        |
|  | 4          | Norwegen       | 6          |  |  |        |         |        |
|  |            |                |            |  |  | 1      | Kanada  | 10     |
|  |            |                |            |  |  | 3      | Schweiz | 0      |
|  | 2          | BR Deutschland | 7          |  |  |        |         |        |
|  | 3          | Schweiz        | 8          |  |  |        |         |        |
|  |            |                |            |  |  |        |         |        |

### Halbfinale
| Begegnung                | Resultat |
| ------------------------ | -------- |
| Kanada – Norwegen        | 8:6      |
| Schweiz – BR Deutschland | 8:7      |

### Finale
| Begegnung        | Resultat |
| ---------------- | -------- |
| Kanada – Schweiz | 10:0     |

## Endstand
| Platz | Land               |
| ----- | ------------------ |
| 1     | Kanada             |
| 2     | Schweiz            |
| 3     | BR Deutschland     |
| 4     | Norwegen           |
| 5     | Dänemark           |
| 6     | Schottland         |
| 7     | Frankreich         |
| 8     | Schweden           |
| 9     | Vereinigte Staaten |
| 10    | Italien            |